# The Man with the Golden Gun (soundtrack)
The Man with the Golden Gun is de originele soundtrack van de negende James Bond-film van EON Productions uit 1974 met dezelfde naam. Het album werd voor het eerst uitgebracht in 1974 door United Artists Records.
Het album bevat de originele filmmuziek die gecomponeerd is door John Barry en ook componeerde Barry de titelsong met de tekst die Don Black schreef. De titelsong werd gezongen door Lulu. Oorspronkelijk zouden de filmproducenten volgens Alice Cooper zijn versie voor de titelsong gebruiken voor dat deze werd vervangen door de definitieve versie van Lulu. De versie van Cooper is wel uitgebracht op zijn album Muscle of Love. Barry was ook de dirigent van het orkest.

## Nummers
| Nr. | Titel                                           | Duur |
| --- | ----------------------------------------------- | ---- |
| 1   | Main Title: The Man with the Golden Gun - Lulu  | 2:32 |
| 2   | Scaramanga's Fun House                          | 4:34 |
| 3   | Chew Mee in Grisly Land                         | 4:16 |
| 4   | The Man with the Golden Gun (Jazz Instrumental) | 2:30 |
| 5   | Getting the Bullet                              | 2:38 |
| 6   | Goodnight Goodnight                             | 5:20 |
| 7   | Let's Go Get 'Em                                | 4:30 |
| 8   | Hip's Trip                                      | 3:15 |
| 9   | Kung Fu Fight                                   | 1:55 |
| 10  | In Search of Scaramanga's Island                | 2:30 |
| 11  | Return to Scaramanga's Fun House                | 6:25 |
| 12  | End Title: The Man with the Golden Gun - Lulu   | 1:22 |